# Franz von Schönberg (Kammerherr)

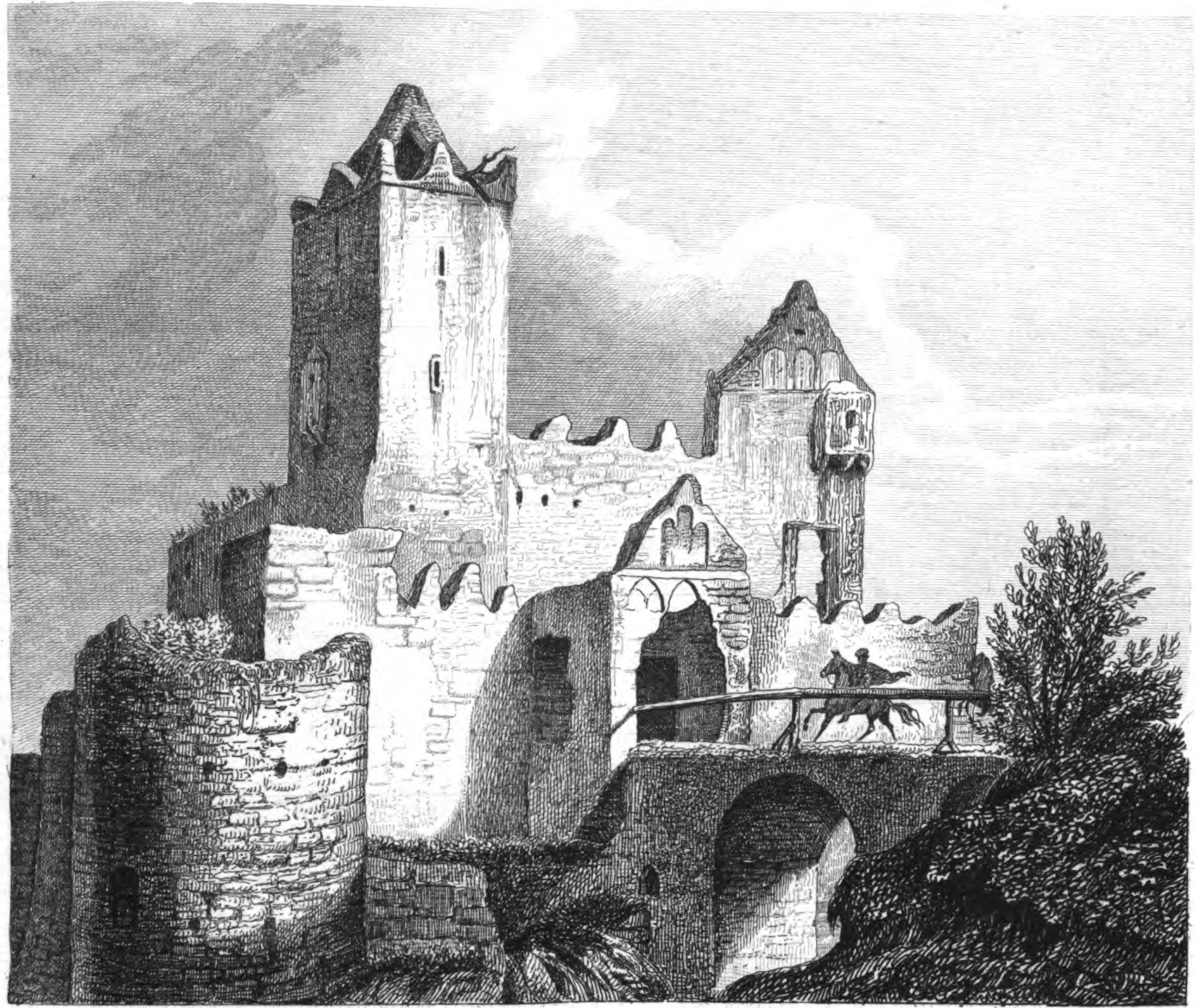
Die Rudelsburg im Jahre 1859 zu Lebzeiten des Burgherren Franz von Schönberg

Friedrich Christian Franz von Schönberg (* 3. April 1795 in Herzogswalde; † 3. Juli 1861 in Wildbad Gastein) war ein deutscher Kammerherr und Rittergutsbesitzer.

## Leben
Er stammte aus dem meißnischen Adelsgeschlecht von Schönberg und war der Sohn des Amtshauptmanns Ferdinand Ludwig Christian von Schönberg auf Oberreinsberg im Kurfürstentum Sachsen und dessen Ehefrau Friederika Dorothea Sophia von Tümpling (1754–1820).
Wie viele seiner Familienangehörigen schlug Franz von Schönberg eine Verwaltungslaufbahn ein, in der er es bis zum Kammerherrn brachte. 
Unmittelbar vor Weihnachten 1824 erhielt er von seinem Vater dessen Rittergut Kreipitzsch und die dazugehörige Burgruine Rudelsburg an der Saale übertragen. Dorthin zog sich Franz von Schönberg zurück.
1861 starb er während eines Kuraufenthaltes im Gasteiner Tal im Salzburger Land. Nach dem Tod wurde sein hinterlegtes Testament eröffnet, in dem er sechs seiner sieben Kinder zu Erben einsetzte. Die Regulierung seines Nachlasses zog sich über mehrere Jahre hin.

## Familie
Er heiratete Charlotte Amalie Wilhelmine Louise geborene von Schönberg aus Krummenhennersdorf, eine entfernte Verwandte. Sie starb am 20. August 1860. 
Mit seiner Ehefrau hatte er sieben Kinder: 
1. Haubold Friedrich Ferdinand Franz (1821–1897), erbte und weiter vererbte Rittergut Kreipitzsch mit Rudelsburg an seine Nachfahren, verheiratet m. Anna von Helbig (1831–1873)
2. Ferdinand (1824–1857), kgl. sächs. Oberleutnant; verheiratet m. L. L. Freiin von Welczeck, ein Sohn, drei Enkelsöhne
3. Wolf Ferdinand Franz (* 1825), Jurist, kgl. preuß. Landesgerichtsrat; verheiratet m. Henriette Rabe
4. Bernhard Karl Franz (1827–1902),
5. Heinrich Julius Franz (* 1828), wurde von seinen Eltern enterbt (?); verheiratet m. M. E. J. F. von Kaminska (zwei Töchter)
6. Emma Friedrike Amalie (* 1830), war verheiratet seit 1864 mit Herrn von Hinckeldey, hzgl. sächs-meining. Kammerherr
7. Hanns Moritz Franz (* 1832; † 1868 in Glogau), kgl. preuß. Hauptmann.

## Weitere Literatur
- Carl Peter Lepsius: Die Ruinen der Schlösser Rudelsburg u. Saaleck in ihren historischen Beziehungen nach urkundlichen Nachrichten dargestellt. Verlag Creutz, Magdeburg 1854. (Digitalisat)